# Agraulis comstocki
Agraulis comstocki är en fjärilsart som beskrevs av Gunder 1925. Agraulis comstocki ingår i släktet Agraulis och familjen praktfjärilar. Inga underarter finns listade i Catalogue of Life.